# Russell Watson
Russell Watson (Salford, 24 de Novembro de 1966) é um tenor britânico. O auto-intitulado "People's Tenor" canta desde criança, ficando conhecido em 1999 ao cantar o hino nacional do Reino Unido no Wembley Stadium.